# Антропов, Андрей Михайлович
Андрей Михайлович Антропов (род. 21 мая 1967, Омск, СССР) — советский и российский бадминтонист, мастер спорта международного класса (1987), председатель Совета Национальной федерации бадминтона России.

## Биография
В 1986 году в возрасте 19 лет стал победителем на IX летней Спартакиаде народов СССР.
Игрок команды «СКА-Омск», впервые в истории страны победившей на Кубке европейских чемпионов среди клубных команд в Москве в 1988 году.
16 раз становился чемпионом СССР и 8 раз чемпионом России в разных разрядах. Многократный абсолютный чемпион страны (побеждал сразу в трех разрядах — одиночном мужском, парном мужском, парном смешанном), многократный обладатель Кубка страны. Участник двух Олимпийских игр (1992, 1996). Многократный победитель и призёр этапов Кубка Европы и мира. Трёхкратный обладатель личного Кубка Европы. Серебряный (1994 г.) и бронзовый (1988 г.) призёр чемпионатов Европы.
С 1998 по 2009 год вице-президент Национальной федерации бадминтона России, а в 2009 году избран председателем Совета Национальной федерации бадминтона России.
21 апреля 2013 года избран вице-президентом Европейской конфедерации бадминтона.
11 декабря 2013 года переизбран председателем Совета Национальной федерации бадминтона России.
19 февраля 2017 года переизбран председателем Совета Национальной федерации бадминтона России.
14 апреля 2018 года переизбран вице-президентом Европейской конфедерации бадминтона.